# 85-мм танковая пушка образца 1943 года (Д-5)
Д-5 — Семейство танковых артиллерийских систем калибра 85 мм, разработанных конструкторским бюро № 9 артиллерийского завода № 9 под руководством Ф. Ф. Петрова в соответствии с постановлением ГКО № 3289 от 5-го мая 1943 г.

## История создания
Пушка была разработана на базе танковой пушки У-12 конструкции В. Н. Сидоренко и отличалась от прототипа механизмом полуавтоматики копирного типа, заимствованным у орудия ЗИС-5, а также некоторыми узлами тормоза отката и накатника.
Опытные образцы Д-5Т и Д-5С (для установки на СУ-85), были представлены к 14 июня 1943 г.
Постановлением ГКО № 3891, от 8-го августа 1943 г., принят на вооружение тяжёлый танк КВ-85 с пушкой Д-5Т. 21-23 августа 1943 г. в ходе испытаний на Гороховецком артиллерийском полигоне, пушка Д-5Т на тяжёлых танках КВ-85 и ИС-1, по сравнению с орудием С-31, разработки ЦАКБ под руководством В. Г. Грабина, установленной на тяжёлом танке КВ-85г, показала своё преимущество: меньше вибрация после выстрела; меньшие габариты и вес, вследствие отсутствия громоздких уравновешивающих грузов; большая прочность; проще в обслуживании.

## Конструкция
В конструкции пушки использован затвор и подъёмный механизм, аналогичные серийной 76,2 мм пушке Ф-34. Пушка имеет сложную конструкцию, большое количество мелких деталей, с высокими требованиями к допускам после обработки. Относительно большие габариты пушки являются следствием расположения тормоза отката и накатника над стволом, подобно германской пушке KwK40.
Согласно советским наставлениям пушки Д5-С85, Д5-С85А, Д5-Т85 и ЗИС-С53 имеют тот же ствол, что и 85-мм зенитная пушка обр. 1939 г., но без дульного тормоза. Баллистика этих пушек одинакова.
Однако различны углы вылета у этих пушек (углом вылета называется угол между направлениями оси канала ствола оружия до выстрела и в момент выстрела):
- у 85-мм самоходной пушки Д5-С85 - минус 4 минуты;
- у 85-мм самоходной пушки Д5-С85А - плюс 7 минут;
- у 85-мм танковой пушки обр. 1943 г. Д5-Т85 - минус 1 минута.
С этим связаны различия при проверке нулевой линии прицеливания с телескопическим прицелом 10Т-15 и др.

## Использование
В 1943 году выпустили 283 пушки, в 1944 — ещё 260. Летом - осенью 1943 года первые три пушки были установлены в опытном порядке на танки, ставшие в последующем серийными машинами: объект 238 (прототип КВ-85), объект 239 (прототип ИС-85) и Т-34. 
С августа по октябрь 1943 года 148 орудий было установлено в танки КВ-85. С октября началось производство ИС-85 (ИС-1), в которые до февраля 1944 года поставили 107 пушек, В январе-апреле 1944 года 255 пушек Д-5Т, в качестве вынужденной меры, установили на первые танки Т-34-85 постройки завода № 112 «Красное Сормово». В дальнейшем на вооружение Т-34-85 шли исключительно пушки С-53, а затем ЗИС-С-53.
Вследствие снятия с производства тяжёлых танков с 85-мм пушкой и перевода Т-34-85 на более удобную для него С-53, производство Д-5Т прекратили в первом квартале 1944 года. 

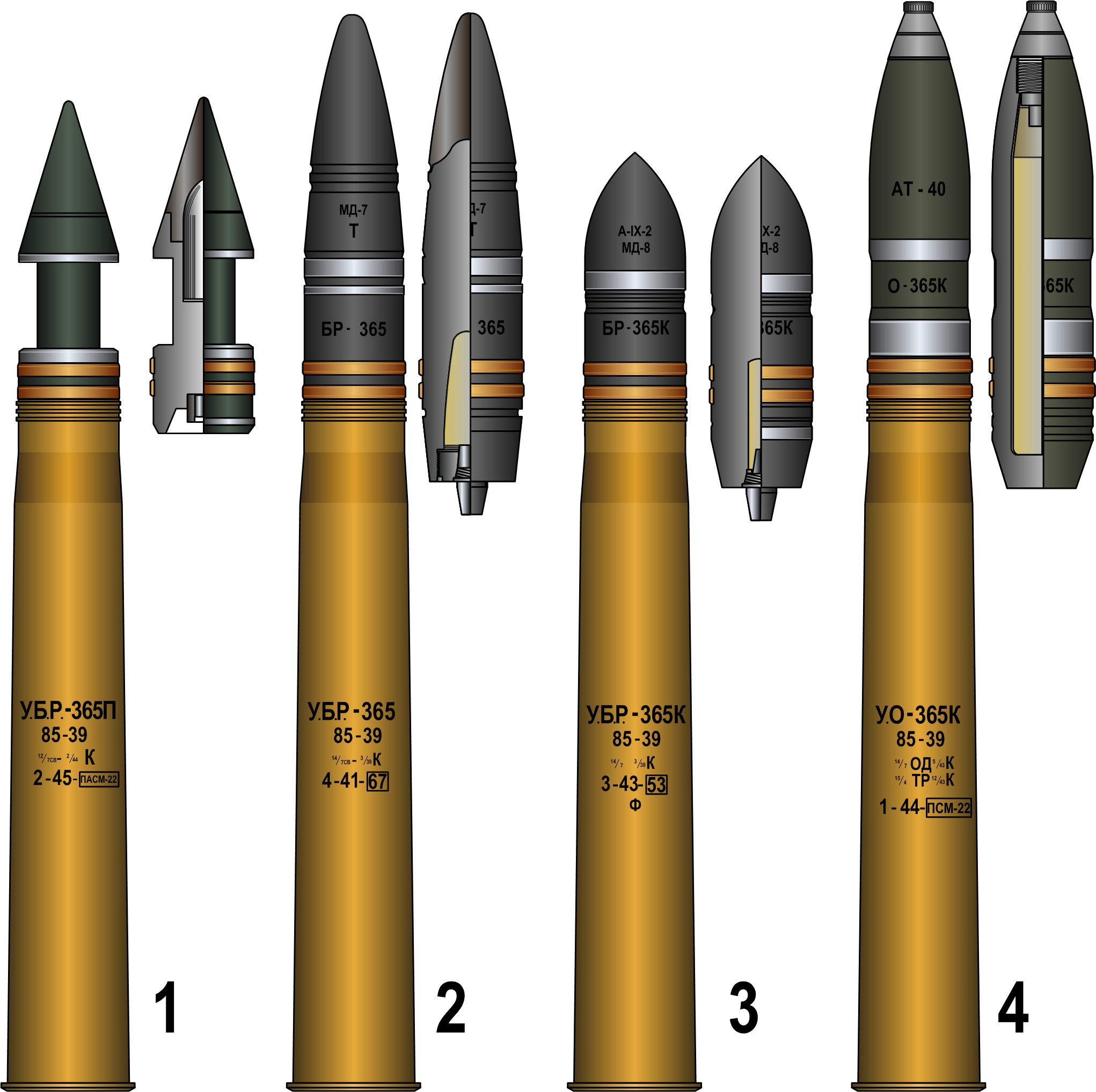
Выстрелы и снаряды к 85-мм танковой пушке Д-5:
1. Выстрел УБР-365П со снарядом БР-365П (подкалиберный бронебойный снаряд трассирующий «катушечного» типа).
2. Выстрел УБР-365 со снарядом БР-365 (тупоголовый с баллистическим наконечником с локализаторами трассирующий).
3. Выстрел УБР-365К со снарядом БР-365К (остроголовый с локализаторами трассирующий).
4. Выстрел УО-365К со снарядом О-365К (стальная осколочная цельнокорпусная граната со взрывателем КТМ).

## Боеприпасы
По сравнению с широким ассортиментом боеприпасов 85-мм зенитного орудия 52-К — родоначальника пушки, боекомплект Д-5 был существенно менее разнообразен. В его состав входили:
- бронебойный унитарный выстрел массой 16 кг с тупоголовым бронебойно-трассирующим снарядом с баллистическим наконечником 53-БР-365 массой 9,2 кг (масса взрывчатого вещества — тротил — 164 г) и зарядом 54-Г-365 массой 2,48—2,6 кг; начальная скорость 800 м/с;
- бронебойный унитарный выстрел массой 16 кг с остроголовым бронебойно-трассирующим снарядом 53-БР-365К массой 9,2 кг (масса взрывчатого вещества — тротил — 48 г) и зарядом Г-365 массой 2,48—2,6 кг; начальная скорость 800 м/с;
- бронебойный унитарный выстрел массой 11,42 кг с подкалиберным снарядом катушечного типа 53-БР-365П массой 5,0 кг и зарядом 54-Г-365 массой 2,5—2,85 кг; начальная скорость 1050 м/с;
- осколочный унитарный выстрел массой 14,95 кг со снарядом 53-О-365 общей массой 9,54 кг (масса взрывчатого вещества — тротил или аммотол — 741 г) и зарядом 54-Г-365 массой 2,6 кг; начальная скорость 793 м/с.

Осколочные снаряды О-365 имели большое число вариантов и при оснащении некоторыми типами взрывателей могли с успехом использоваться в качестве фугасных.
По советским данным, бронебойный снаряд БР-365 по нормали пробивал на расстоянии 500 м бронеплиту толщиной 111 мм, на вдвое большей дистанции при тех же условиях — 102 мм (это теоретические данные: бронепробиваемость рассчитана по формуле Жакоб де-Марра для цементированной брони с коэффициентом К=2400). Подкалиберный снаряд БР-365П на расстоянии 500 м по нормали пробивал бронеплиту толщиной 140 мм. При угле встречи относительно нормали 30° при стрельбе в упор снаряд БР-365 пробивал 98 мм, а на 600—1000 м — 88—83 мм брони.

## Д5-С85 и Д5-С85-А[3]
Существует также два образца 85-мм самоходных пушек  обр. 1943 г.:
1) 85-мм пушка, имеющая индекс Д5-С85;
2) 85-мм пушка, имеющая индекс Д5-С85-А.
Второй образец отличается от первого следующим: 
1) Казённик имеет сверху накладную бороду, привинченную четырьмя винтами. Кожух ствола цельнолитой (центробежного литья). 2) Затвор и полуавтоматика имеют принципиально такое же устройство, но выполнены несколько иначе. В обращении затвор пушки Д5-С85 одинаков с затвором пушки Д5-С85-А за исключением некоторых различий в работе полуавтоматики.
Собранные затворы и отдельные детали затворов пушек Д5-С85 и Д5-С85-А не взаимозаменяемы.
3) Копир полуавтоматики взят от 85-мм зенитной пушки  обр. 1939 г. (последнего изготовления).
4) На люльке установлен новый кронштейн копира.
5) Видоизменена неподвижная часть ограждения: увеличена толщина листа и введён специальный литой противовес. Сделано это с целью увеличения веса для компенсации уменьшенного веса казённика.
6) Стрелочный прицел, установленный на пушке Д5-С85, заменён на пушке Д5-С85-А прицелом от 76-мм пушки обр. 1942 г. (ЗИС-3), вследствие чего изменён привод и детали крепления.
7) В связи с новыми размерами казённика изменено расположение буферной накладки и изменена намётка люльки.
Из-за указанных различий взаимозаменяемость деталей пушек существует только по следующим сборкам: раме, тормозу отката, накатнику, откидной части ограждения, подъёмному и поворотному механизмам и спусковому механизму. Запасные части взаимозаменяемы, за исключением затвора.
Отличить пушку Д5-С85 от пушки Д5-С85-А можно по казённику, прицелу и гравировке, которая нанесена сверху на казённик ствола.
| 85-мм самоходная пушка обр. 1943 г. |
| ----------------------------------- |

| 85-мм самоходная пушка обр. 1943 г. Д5-С85-А |
| -------------------------------------------- |

| Калибр                                                                                      | 85мм                  |
| Начальная скорость: а) осколочной гранаты О-365К б) бронебойно-трассирующего снаряда БР-365 | а) 785 м/с б) 792 м/с |
| Полная длина ствола                                                                         | 48,8 клб.             |
| Длина трубы                                                                                 | 4146 мм               |
| Длина нарезной части трубы                                                                  | 3496 мм               |
| Число нарезов                                                                               | 24                    |
| Угол наклона нарезов                                                                        | 7° 09'                |
| Количество жидкости в тормозе                                                               | 5,5 л                 |
| Количество жидкости в накатнике                                                             | 4,2 л                 |
| Начальное давление в накатнике                                                              | 39 - 42 атм.          |
| Нормальная длина отката                                                                     | 270 - 300 мм          |
| Предельная длина отката                                                                     | 320 мм                |
| Наибольший угол возвышения                                                                  | 25°                   |
| Наибольший угол склонения                                                                   | 5°                    |
| Угол горизонтального обстрела                                                               | 20°                   |
| Вес ствола с затвором                                                                       | около 903 кг          |
| Вес откатных частей                                                                         | около 924 кг          |
| Вес качающейся части без бронировки                                                         | около 1370 кг         |

## Д-5-С-85БМ и Д-5-Т-85БМ
В конце 1943 года ГАУ обратилось к КБ завода № 9 с предложением разработать противотанковое орудие с баллистикой, подобной баллистике немецкой 88-мм танковой пушки KwK 43. Модернизированная пушка Д-5 получила более длинный ствол, что позволило довести начальную скорость бронебойного снаряда до 920—950 м/с за счёт увеличения порохового заряда. При этом пушка могла вести огонь и обычными 85-мм боеприпасами.
Вариант пушки, предназначенный для установки в танковую башню, получил индекс Д-5-Т-85БМ (БМ — большой мощности), а предназначенный для установки в рубке самоходного орудия — индекс Д-5-С-85БМ.
Опытный образец Д-5-С-85БМ был установлен в корпус серийной САУ СУ-85, а опытный образец Д-5-Т-85БМ — в танк ИС-85. Опытная САУ получила обозначение СУ-85БМ, а танк ИС-85 — Объект 244. После полигонных испытаний, проходивших с января по март 1944 года, ни одна из машин на вооружение принята не была.